# X et autres c. Autriche
X et autres c. Autriche est un arrêt de la Cour européenne des droits de l'homme datant du 19 février 2013 qui précise qu'un État ne peut interdire au coparent homosexuel d'un enfant d'adopter celui-ci quand un coparent hétérosexuel peut le faire.
À la suite de cet arrêt, l'Autriche ouvre l'adoption aux coparents homosexuels en juillet 2013.